# Arquebisbat d'Udine

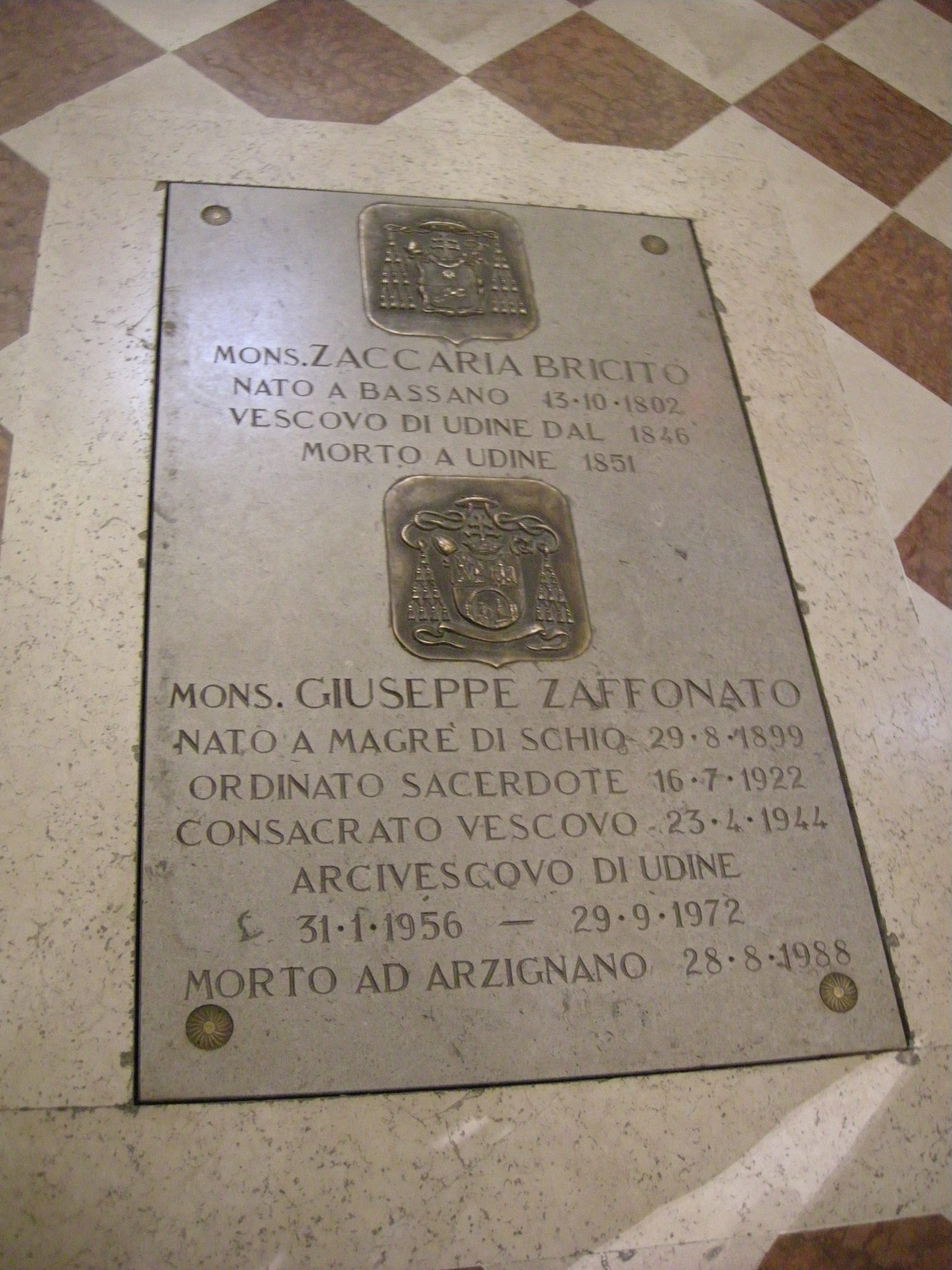
Lapida dels arquebisbes Bricito i Zaffonato a la catedral d'Udine

L'arquebisbat d'Udine (italià: arcidiocesi di Udine; llatí: Archidioecesis Utinensis) és una seu metropolitana de l'Església catòlica, que pertany a la regió eclesiàstica Triveneto. El 2010 tenia 484.898 batejats d'un total de 505.018 habitants. Actualment està regida per l'arquebisbe Andrea Bruno Mazzocato.
Els patrons de l'arxidiòcesi són sants Hermàgores i Fortunat d'Aquileia, i la festa és el 12 de juliol.

## Territori
L'arquebisbat comprèn la província d'Udine, llevat d'onze municipis de la Bassa Friülana, que pertanyen a l'arquebisbat de Gorizia, i històricament han format part del comtat i a la província de Gorizia, i inclou el poble de Sappada, avui a la província de Belluno.
La seu arquebisbal es troba a la ciutat d'Udine, on es troba la catedral metropolitana de Santa Maria Annunziata.
El territori està dividit en 374 parròquies.

## Història
L'arxidiòcesi va ser erigida el 6 de juliol de 1751 mitjançant la butlla Iniuncta nobis del Papa Benet XIV, mitjançant la qual el pontífex va ratificar un acord entre els governs austríac i el venecià, que preveia la supressió del patriarcat d'Aquileia i la seva divisió en dues noves circumscripcions eclesiàstiques: l'arquebisbat d'Udine, que es va assignar jurisdicció sobre les terres sota el govern de la Sereníssima; i l'arxidiòcesi de Gorizia, que va quedar a les terres sota el domini dels Habsburg.
Amb la Iniuncta nobis, per tant, el Papa va abolir el patriarcat i al mateix temps es va erigir l'arquidiócesis d'Udine. Aquesta decisió va ser confirmada pel Papa amb la butlla Suprem dispositione del 19 de gener de 1753, amb la qual el Papa definí totes les qüestions accessòries, incloent les diòcesis sufragànies de la nova seu metropolitana, que eren les de l'antic patriarcat en el territori venecià: Padova, Vicenza, Verona, Treviso, Vicenza, Ceneda, Belluno, Feltre, Concordia, Capodistria, Emonia, Parenzo i Pola.
El primer arquebisbe nomenant era el patriarca d'Aquilea Daniele Dolfin, que mantingué el títol de Patriarca fins a la mort.
L'1 de maig de 1818, en virtut de la butlla De salute Dominici gregis del Papa Pius VII, Udine es convertí en un simple bisbat, subjecte a la seu metropolitana de Venècia.
El 30 d'abril de 1846 les parròquies dels barris de Pieve i Auronzo es van separar de la diòcesi d'Udine i s'agregaren a la diòcesi de Belluno, per la butlla Universalis Ecclesiae regimen del papa Gregori XVI.
El Papa Pius IX, a causa de les sol·licituds del cardenal Fabio Maria Asquini, amb la butlla Ex catholicae unitatis del 14 de març de 1847 elevà de nou la diòcesi al rang de seu metropolitana sense sufragànies, deixant-la immediatament subjecta a la Santa Seu.
El 20 de febrer de 1932, seguint la butlla Quo Christi fideles de Pius XI, s'incorporà el deganat de Tarvisio, que havia format part de la diòcesi de Gurk, i la parròquia de Fusine in Valromana, que era de la diòcesi de Lubiana.
En record de l'antic patriarcat, l'arquebisbe d'Udine té el privilegi de portar l'hàbit coral, el solideu, la faixa i el rivet de la sotana de color vermell marronós, distint de la porpra cardenalícia (també en seda moiré), anomenat "vermell patriarcal". L'escut dels arquebisbes d'Udine és un capel verd, folrat en vermell patriarcal.
L'arquebisbe d'Udine, a més, ostenta el títol de marquès de Rosazzo.

## Cronologia episcopal
- Daniele Dolfin † (6 de juliol de 1751 - 13 de març de 1762 mort)
- Bartolomeo Gradenigo † (13 de març de 1762 - 2 de novembre de 1765 mort)
- Giovanni Girolamo Gradenigo, C.R. † (27 de gener de 1766 - 30 de juny de 1786 mort)
- Nicolò Angelo Sagredo † (10 de març de 1788 - 18 de juny de 1792 nomenat bisbe de Torcello)
- Pietro Antonio Zorzi, C.R.S. † (24 de setembre de 1792 - 17 de desembre de 1803 mort)
  - Sede vacante (1803-1807)[4]
- Baldassare Rasponti † (18 de setembre de 1807 - 14 de febrer de 1814 mort)
  - Sede vacante (1814-1819)
- Gualferio Ridolfi † (de setembre de 1818 - de setembre de 1818 mort)
- Emmanuele Lodi, O.P. † (23 d'agost de 1819 - 8 de febrer de 1845 mort)
- Zaccaria Bricito † (21 de desembre de 1846 - 6 de febrer de 1851 mort)
- Giuseppe Luigi Trevisanato † (27 de setembre de 1852 - 7 d'abril de 1862 nomenat patriarca de Venècia)
- Andrea Casasola † (28 de setembre de 1863 - 12 d'agost de 1884 mort)
- Giovanni Maria Berengo † (10 de novembre de 1884 - 7 de març de 1896 mort)
- Pietro Zamburlini † (22 de juny de 1896 - 1 de desembre de 1909 mort)
- Antonio Anastasio Rossi † (8 de gener de 1910 - 19 de desembre de 1927 nomenat patriarca de Costantinoble)
- Giuseppe Nogara † (27 de gener de 1928 - 9 de desembre de 1955 mort)
- Giuseppe Zaffonato † (31 de gener de 1956 - 29 de setembre de 1972 dimití)
- Alfredo Battisti † (13 de desembre de 1972 - 28 d'octubre de 2000 jubilat)
- Pietro Brollo (28 d'octubre de 2000 - 20 d'agost de 2009 jubilat)
- Andrea Bruno Mazzocato, des del 20 d'agost de 2009

## Estadístiques
A finals del 2010, la diòcesi tenia 484.898 batejats sobre una població de 505.018 persones, equivalent al 96,0% del total.
| any  | població | població | població | sacerdots | sacerdots       | sacerdots       | sacerdots             | diaques | religiosos | religiosos | parroquies |
| ---- | -------- | -------- | -------- | --------- | --------------- | --------------- | --------------------- | ------- | ---------- | ---------- | ---------- |
| any  | batejats | total    | %        | total     | clergat secular | clergat regular | batejats por sacerdot | diaques | homes      | dones      |            |
| 1950 | 534.750  | 535.000  | 100,0    | 901       | 819             | 82              | 593                   |         | 215        | 1.245      | 488        |
| 1969 | 497.600  | 497.812  | 100,0    | 834       | 739             | 95              | 596                   |         | 125        | 1.363      | 406        |
| 1980 | 501.357  | 508.470  | 98,6     | 714       | 602             | 112             | 702                   | 1       | 153        | 1.015      | 487        |
| 1990 | 480.550  | 495.550  | 97,0     | 573       | 518             | 55              | 838                   | 10      | 83         | 891        | 373        |
| 1999 | 478.500  | 488.000  | 98,1     | 507       | 412             | 95              | 943                   | 14      | 121        | 787        | 373        |
| 2000 | 477.900  | 488.000  | 97,9     | 495       | 405             | 90              | 965                   | 15      | 116        | 777        | 373        |
| 2001 | 478.000  | 488.000  | 98,0     | 491       | 396             | 95              | 973                   | 14      | 120        | 767        | 373        |
| 2002 | 478.000  | 488.000  | 98,0     | 479       | 384             | 95              | 997                   | 14      | 120        | 757        | 373        |
| 2003 | 478.000  | 488.500  | 97,9     | 457       | 367             | 90              | 1.045                 | 16      | 115        | 757        | 373        |
| 2004 | 478.000  | 488.500  | 97,9     | 438       | 348             | 90              | 1.091                 | 16      | 115        | 757        | 373        |
| 2010 | 484.898  | 505.018  | 96,0     | 398       | 316             | 82              | 1.218                 | 21      | 99         | 506        | 374        |